# Bruna Marija Pertot
Bruna Marija Pertot, profesorica, pesnica, pisateljica, * 9. julij 1937, Barkovlje pri Trstu

## Življenje in delo
Bruna Marija Pertot se je rodila v Barkovljah, oče je bil Franc, mizar, mati Ana Pertot, gospodinja. Osnovno šolo je obiskovala v domači vasi Barkovljah, nižjo gimnazijo pri Sv. Jakobu v Trstu, potem se je vpisala na slovenski klasični licej v Trstu, kjer je maturirala leta 1958. Nato se je vpisala na Univerzo v Trstu na fakulteto za leposlovne vede in je leta 1965 diplomirala iz romanske filologije s tezo: Slovanski elementi v furlanski toponomastiki in narečju (L'elemento slavo nella toponomastica e nel lessico Friulani). Poučevala je italijanski jezik na slovenskih srednjih šolah v Trstu od šolskega leta 1961/62, in sicer na Opčinah, pri Sv. Ivanu, pri Sv. Jakobu in v Križu do upokojitve.
Pertotova je začela objavljati pesmi v Literarnih vajah že kot dijakinja v prvih letih njihovega izhajanja, v koroški družinski reviji Vera in dom (1955–57), v Mladiki (od 1957). Svojo prvo samostojno zbirko 20 poezij Moja pomlad  je izdala leta 1961 pri založbi Mladika. Svojo drugo pesniško zbirko je izdala leta 1975 z naslovom Bodi pesem. Napisala je mnogo iger za Radio Trst A, bodisi za otroke kot za odrasle, nekaj je bilo tudi izobraževalnih oddaj, sodeluje pri reviji Mladika, v Koledar Goriške Mohorjeve družbe piše pesmi in prozo, poezije piše tudi za otroški reviji Pastirček in Galeb.

## Knjige
- Moja pomlad (1961)
- Bodi pesem (1975)
- Dokler marelice zorijo (1981) (COBISS)
- Ko se vračajo delfini (1993) (COBISS)
- Pesmi iz pipe (1996) (COBISS)
- Mala otroška kronika (2002) (COBISS)
- Ti navdih in jaz beseda (2007) (COBISS)
- Črnike dobre na nabrežju: izbrane pesmi (2011) (COBISS)
- Vrtnarjeva pesem (2017) (COBISS)[12]

Leta 1981 je Bruna Marija Pertot prejela literarno nagrado vstajenje za zbirko črtic in novel Dokler marelice zorijo.